# Suisses
2e rangée : Jean-Jacques Rousseau, Louis Agassiz, Henry Dunant, Carl Jung

Les Suisses sont, selon le droit suisse et le droit international, les personnes de nationalité suisse. Linguistiquement, ils peuvent être germanophones, francophones, italophones ou romanches.

## Ethnonymie
En allemand : die Schweizer, en italien : gli Svizzeri, en romanche : ils Svizzers.

## Migration et diaspora
La Suisse, comme de nombreux pays européens, a connu dans son histoire des mouvements d'émigration de ses ressortissants, particulièrement au XIXe siècle. Ainsi, trouve-t-on notamment aux États-Unis un nombre relativement important de descendants de migrants suisses, les Helvético-Américains, à l'instar de l'Argentine avec les Helvético-Argentins.
La diaspora suisse, c'est-à-dire les personnes de nationalité suisse et vivant à l'étranger, est surnommée la « Cinquième Suisse ».